# Knivfisk

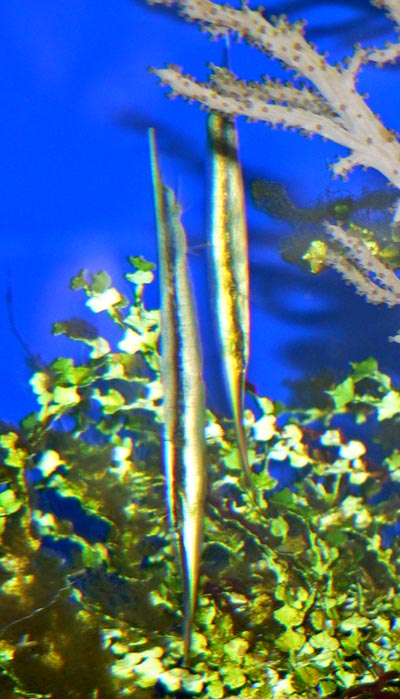
Aeoliscus strigatus

Som knivfisk betecknas olika grupper av fisk men de utgör ingen systematisk grupp.
Namnet knivfisk är vanligt i familjen Notopteridae.
Knivfiskar lever främst i sötvatten men det finns även arter som klarar sig i bräckt vatten. Knivfiskar är rovfiskar som förekommer i Indien, Afrika och Sydamerika. Dessa fiskar simmar med huvudet nedåt och det gör att den ser ut som ett knivblad som rör sig i vattnet, därav namnet. En del arter saknar ryggfena. De rör sig i mindre stim och när de bråkar använder de sig av sina vassa magar. De tacklas med magarna mot varandra. Knivfiskarna äter nästan all levande och frusen föda. I ett akvarium hålls knivfiskar inte tillsammans med alltför små fiskar som är lätta för dem att svälja.

## Några exempel
- Darrål (Electrophorus electricus)
- Afrikansk knivfisk (Xenomytus nigri)
- Asiatisk knivfisk, även kallas bronsfärgad knivfisk (Notopterus notopterus)
- Zebraknivfisk (Gymnotus carapo)
- Glasknivfisk (Eigenmannia virescens)
- Bandknivfisk (Steatogenys elegans)
- Clownknivfisk (Chitala ornata)